# Club Social de Deportes Rangers
Club Social de Deportes Rangers de Talca, bildad 2 november 1902, är en chilensk fotbollsklubb från staden Talca.